# Ingrid Haebler
Ingrid Haebler, född 20 juni 1929 i Wien, död 14 maj 2023 i Puch bei Hallein nära Salzburg, var en österrikisk pianist. 
Ingrid Haebler studerade vid Salzburgs Mozarteum, Wiens musikakademi, Genèvekonservatoriet och privat i Paris med Marguerite Long. Hon turnerade runt hela jorden men är mest känd för en serie inspelningar mellan 1950 och 1990. Hennes kompletta inspelningar av Mozarts pianosonater för skivbolaget Denon är ansedda som en av hennes bästa.